# Helena Vieira
Helena Vieira (Lisboa, 7 de Março de 1953) é uma cantora lírica e atriz portuguesa.

## Biografia
Maria Helena Correia Carvalho Vieira, mais conhecida como Helena Vieira, nasceu no dia 7 de Março de 1953, em Lisboa. 
Frequentou o Liceu Maria Amália Vaz de Carvalho, em Lisboa, onde começou a ter aulas de canto.
Cursou Filologia Germânica na Universidade de Lisboa e o Conservatório Nacional, onde foi aluna das professoras Joana Silva e Constança Capdeville.
Em 1978, estreou-se no Coliseu dos Recreios, em Lisboa, com a ópera de La Bohème, de Puccini.
Em 1984 integrou a companhia de cantores residentes do Teatro de São Carlos, até 1992. Na ópera Otello, fez o papel de Emília ao lado de Placido Domingo.
Na década de 1990, realizou, com Lena d'Água e Rita Guerra, As Canções do Século, interpretando temas de músicos portugueses, americanos, italianos e franceses do século XX.
Dedicou-se ao ensino do canto, tendo formado vários cantores.
Foi casada com o astrólogo Paulo Cardoso.

## Prémios
- 1986 - Ganhou o Prémio Mozart, no Concurso de Ópera e Belcanto de Bruxelas [1]

## Teatro/ópera
- 1978 - La Bohème (Coliseu dos Recreios e Viana do Castelo)[2]
- 1978 - La Spinalba (Teatro Nacional de São Carlos)[2]
- 1978 - Saudades (um hetero-cabaret-ero-satírico) (Juventude Musical Portuguesa, Casa da Comédia)
- 1979 - Guerras do Alecrim e da Manjerona (Teatro Nacional de São Carlos)[2]
- 1979 - Le nozze di Figaro (Viana do Castelo, Aveiro e Porto)[2]
- 1982 - A Flauta Mágica (Teatro Nacional de São Carlos)[2]
- 1983 - Soror Genoveva (Teatro Nacional de São Carlos)[2]
- 1983 - Les contes d'Hoffmann (Teatro Nacional de São Carlos)[2]
- 1983 - O anúncio feito a Maria (Teatro Nacional D. Maria II)
- 1984 - A Hora Espanhola (Teatro Nacional de São Carlos)[2]
- 1984 - Falstaff
- 1984 - Almada - Dia claro
- 1985 - Ascensão e queda da cidade de Mahagonny (Teatro Nacional de São Carlos)[2]
- 1985 - Der Rosenkavalier (Teatro Nacional de São Carlos)[2]
- 1987 - Der Rosenkavalier (Stadttheater Bern)[2]
- 1989 - Otello (Teatro Nacional de São Carlos)
- 1996 - As troianas (Teatro Nacional D. Maria II)
- 1997 - Sweeney Todd, o terrível barbeiro de Fleet Street (Novo Grupo/ Teatro Aberto)
- 2000 - The English Cat (A Gata Inglesa) (Teatro da Cornucópia)
- 2006 - Música no coração (La Féria Produções Artísticas, Recreativas e Culturais, Lda.)
- 2016 - Dialogues des Carmélites (Teatro da Cornucópia, Teatro Nacional de São Carlos)

## Música
- 1990 - As Canções do Século de Pedro Osório, com Lena d’Água e Rita Guerra;
- POPera de Pedro Osório

## Cinema
Participou nos filmes: 
- 1987 - Repórter X
- 1994 - Três Palmeiras
- 1995 - Todo o Tempo do Mundo
- 2003 - A Mulher que Acreditava Ser Presidente Dos EUA
- 2006 - Viúva Rica Solteira Não Fica.

## Televisão
- Operação Triunfo
- Uma Canção para Ti
- Casa da Saudade [1]